# Atenció a la dependència a la Comunitat de Madrid
L'atenció a la dependència a la Comunitat de Madrid va tindre un desenvolupament normatiu partint d'una llei autonòmica anterior a la llei estatal de dependència que s'ocupava parcialment del col·lectiu de les persones dependents.

## Abans de la llei de dependència
La Llei 11/2003, de 27 de març, de Serveis Socials en el seu article 9g encomana al sistema públic autonòmic de serveis socials que done suport a les famílies en la prestació de cures personals als membres de la família que són dependents. Aporta en l'article 118 una definició de la dependència. Les prestacions eren la valoració individualitzada de les capacitats i dependència de la persona (article 16.2b), el xec-servit perquè les famílies paguen els centres o serveis indicats per a la situació del dependent (article 17.2e), les prestacions econòmiques per a fomentar l'acolliment familiar de persones, tant menors com majors i amb discapacitat (article 17.2d), l'atenció residencial, l'atenció diürna, l'atenció domiciliària, la teleassistència, la manutenció i les ajudes instrumentals per a mantindre l'autonomia de la persona en el seu medi (article 13).

## Després de la llei de dependència
Amb l'Ordre 87/2006, de 30 de gener, s'establí que l'incompliment de les obligacions per part dels beneficiaris pot implicar la pèrdua de la condició de beneficiari i perdre l'ajuda concedida, obligant a tornar el reintegrament a la Conselleria de Família i Assumptes Socials de les quantitats percebudes de manera indeguda amb els interessos de demora.
Amb l'Ordre 2176/2007, de 6 de novembre, es regulà el procediment el procediment per al reconeixement de la situació de dependència.